# ماژنا گودیتسکی
ماژنا گودیتسکی (لهستانی: Marzena Godecki؛ زادهٔ ۲۸ سپتامبر ۱۹۷۸) بازیگر لهستانی-استرالیایی است که بیشتر به خاطر ایفای نقش «نِـری» در سریال تلویزیونی دختر اقیانوس شناخته می‌شود. وی زادهٔ بیتوم در لهستان است و در هنگامی که ۳ سال داشت با خانواده‌اش به استرالیا آمد. وی در سن ۱۶ سالگی و هنگامی که دانشجوی آکادمی رقص مدرن و باله بود، از میان ۵۰۰ هنرمند برای ایفای نقش سریال دختر اقیانوس انتخاب شد و از همان هنگام به ارتقای مهارت‌های شنا و غواصی اسکوبا پرداخت.